# Fernando Peres
Fernando Peres da Silva (Algés, Portugal, 10 de enero de 1943-Lisboa, 10 de febrero de 2019), más conocido como Fernando Peres o simplemente Peres, fue un jugador y entrenador de fútbol portugués. En su etapa como jugador profesional se desempeñaba como centrocampista ofensivo.

## Biografía
Nació en Algés el 8 de enero de 1943, y jugó para Belenenses, Sporting, Académica de Coimbra y Porto en Portugal. Tuvo sus mejores momentos en el Sporting, ganando cuatro títulos nacionales: dos campeonatos de Primeira Divisão y dos copas de Portugal.
También jugó en Brasil, conquistando el Campeonato Brasileño de 1974 con el Vasco da Gama y el Campeonato Pernambucano de 1975 con el Sport Recife. Se retiró en el Treze FC en 1976 con 33 años. Tuvo una breve carrera como entrenador; su experiencia en la primera división portuguesa consistió en 26 partidos dirigidos en la UD Leiria y siete en el Vitória de Guimarães.

## Fallecimiento
Murió el 10 de febrero de 2019 en el Hospital Egas Moniz de Lisboa, donde se encontraba internado, a la edad de 76 años.

## Selección nacional
Fue internacional con la selección de fútbol de Portugal en 27 ocasiones y convirtió 4 goles. Hizo su debut el 4 de junio de 1964, en un empate 1-1 contra Inglaterra. Formó parte de la selección que obtuvo el tercer lugar en la Copa del Mundo de 1966, pese a no haber jugado ningún partido durante el torneo.

### Participaciones en Copas del Mundo
| Mundial                        | Sede       | Resultado    | Partidos | Goles |
| ------------------------------ | ---------- | ------------ | -------- | ----- |
| Copa Mundial de Fútbol de 1966 | Inglaterra | Tercer lugar | 0        | 0     |

## Clubes

### Como jugador
| Club                            | País     | Año       |
| ------------------------------- | -------- | --------- |
| Belenenses                      | Portugal | 1960-1965 |
| Sporting CP                     | Portugal | 1965-1973 |
| → Académica de Coimbra (cedido) | Portugal | 1968-1969 |
| CR Vasco da Gama                | Brasil   | 1974      |
| FC Porto                        | Portugal | 1974-1975 |
| SC Recife                       | Brasil   | 1975      |
| Treze FC                        | Brasil   | 1976      |

### Como entrenador
| Club              | País     | Año       |
| ----------------- | -------- | --------- |
| UD Leiria         | Portugal | 1979-1980 |
| Vitória Guimarães | Portugal | 1980      |
| GD Estoril-Praia  | Portugal | 1981      |
| AD Sanjoanense    | Portugal | 1981      |
| Atlético CP       | Portugal | 1999      |

## Palmarés

### Campeonatos regionales
| Título                  | Club      | País   | Año  |
| ----------------------- | --------- | ------ | ---- |
| Campeonato Pernambucano | SC Recife | Brasil | 1975 |

### Campeonatos nacionales
| Título           | Club             | País     | Año  |
| ---------------- | ---------------- | -------- | ---- |
| Primeira Divisão | Sporting CP      | Portugal | 1966 |
| Primeira Divisão | Sporting CP      | Portugal | 1970 |
| Copa de Portugal | Sporting CP      | Portugal | 1971 |
| Copa de Portugal | Sporting CP      | Portugal | 1973 |
| Serie A          | CR Vasco da Gama | Brasil   | 1974 |

### Distinciones individuales
| Distinción                             | Año  |
| -------------------------------------- | ---- |
| Máximo goleador de la Copa de Portugal | 1971 |